# Melanomphalia
Melanomphalia là một chi nấm thuộc họ Tricholomataceae. Đây là chi đơn loài, chứa một loài Melanomphalia nigrescens, được tìm thấy ở Châu Âu.